# Hospital de San Carlos (Chile)
El Hospital de San Carlos, a partir de 2016 llamado Hospital Dr. Benicio Arzola Medina, es parte del Servicio de Salud Ñuble, siendo el segundo más grande, y recibe a los pacientes de la comunas de Ñiquén, San Carlos, San Fabián y San Nicolás. Además, desde el año 2004 ha contribuido a reducir la lista de espera quirúrgica de la región de Ñuble recibiendo a pacientes provenientes de toda su extensión.

## Historia
En 1870, Nicolás del Pino, familiar del fundador de la ciudad, donó así media cuadra de una de sus propiedades para la edificación de un Hospital de Caridad, lugar en el que se emplaza en la actualidad. Fue inaugurado el 15 de febrero de 1874, y era una edificación de 2 pisos, de madera y partes de adobe, que, si bien logró sobrevivir los terremotos de Valparaíso de 1906 y Talca de 1928, quedó gravemente dañado por el terremoto de Chillán de 1939, tras este sismo se construyó su actual fachada.
Este fundo dependió en sus primeros años de la Dirección del hospital; después pasó a depender de la Dirección Nacional de Salud, transformándose finalmente en un asentamiento campesino durante el proceso de reforma agraria.
El 27 de febrero de 2010, el fuerte terremoto que sacudió al país originó graves daños en el hospital, destruyendo los pisos superiores (4 y 5), y dejando con graves daños el resto del hospital. Sin embargo, lo más trágico, es que la sección de emergencias quedó con graves daños, por lo que no se pudo atender a los heridos del sismo en su interior, sólo en el estacionamiento. Más tarde, la sección de Emergencias fue trasladada con su entrada por calle David Gazmuri, y no por Ernesto Riquelme como era antes del terremoto. Recién en agosto de 2012 iniciaría la reconstrucción del recinto hospitalario.

## Servicios clínicos
Los servicios que ofrece este hospital son:
- Consultorio adosado externo.
- Emergencia.
- Medicina.
- Pediatría.
- Cirugía.
- Traumatología.
- Unidad de pacientes críticos.
- Maternidad.